# Cherchizzu
Pozzo Sacro Su Cherchizzu (Su Laccheddu/S'Abbasantera) - Silanus.

Edificio realizzato in basalto ancora parzialmente esistente. 

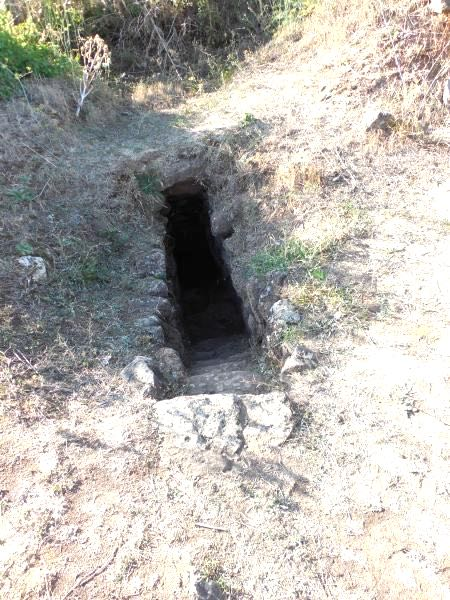
Pozzo Sacro "Su Cherchizzu" - Complesso nuragico di Santa Sabina - Silanus

Pozzetto circolare sotto una thòlos (pseudocupola) con altezza residua di 2m e diametro base di 1,5m.

Scala irregolare, larga 50–70 cm e lunga 5 m con 20 gradini ubicata sotto un soffitto anch'esso a gradini.

Ambiente: Sardegna centro-occidentale, a 400m dal nuraghe e dalla chiesa medievale di Santa Sabina. 

Interventi archeologici: studio superficiale 1881 (F. Vivanet); scavo parziale 1982 (A. Foschi). 

Indagine sugli artefatti: Alcuni frammenti di ceramica caratterizzati come "atipici" (Foschi 1982).

Cronologia: L'edificio non è datato. 

La somiglianza con altri pozzi suggerisce una datazione risalente al bronzo finale o alla prima età del ferro. 

Video YouTube : Gli itinerari del Marghine - Culto dell'acqua e Pozzi Sacri (min -11:11).